# Превідза (округ)
О́круг Превідза (словац. Okres Prievidza) — округ (район) в Тренчинському краї Словаччини. Площа округу становить — 959,8 км², на якій проживає — 139 627 осіб (31.12.2009). Середня щільність населення становить — 145,5 осіб/км². Адміністративний центр округу — місто Превідза в якому проживає 50 351 жителів.

## Загальні відомості

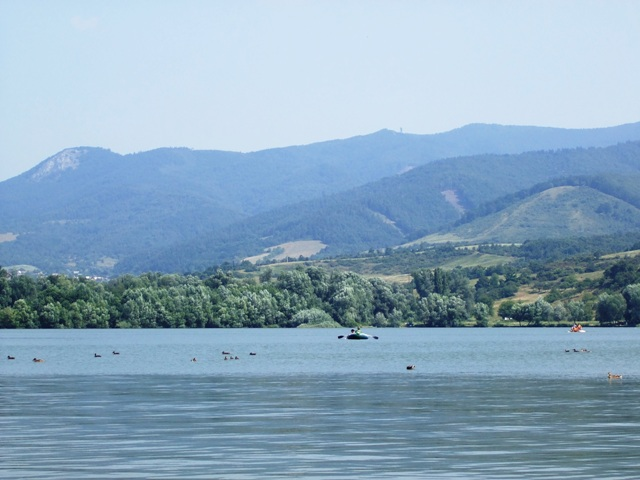
Округ Прєвідза.
Водосховище Нітрянське Рудно

До 1918 року округ був головним чином частиною угорського графства Нітра, за винятком невеликої території на південному заході навколо містечка Гандлова, яка була частиною графства Теков.
Округ розташований у центральній частині Словаччини. Він межує з округами: на заході — Партизанське, Бановце-над-Бебравоу, Тренчин, на півночі — Ілава (Тренчинського краю); на півночі — Жиліна, на північному сході — Мартін, Турчянське Тепліце (Жилінського краю); на південному сході — Жьяр-над-Гроном, Жарновіца (Банськобистрицького краю)

## Географія
Розташовані Злєховські пагорби; Кляк; Кунешовські пагорби; Лучанська Фатра; Лучанські Вітрові голі і Нітрицькі пагорби; водосховище Нітрянське Рудно.

## Статистичні дані
| Рік:            | 1994.   | 2004.   | 2014.   | 2024.   |
| --------------- | ------- | ------- | ------- | ------- |
| Кількість осіб: | 141 005 | 139 502 | 136 554 | 127 650 |
| Різниця:        |         | -1,06 % | -2,11 % | -6,52 % |

| Рік:            | 2023.   | 2024.   |
| --------------- | ------- | ------- |
| Кількість осіб: | 128 613 | 127 650 |
| Різниця:        |         | -0,74 % |

### Національний склад:
- Словаки — 97,2 %
- Чехи — 0,7 %
- інші національності — 2,1 %

### Конфесійний склад:
- Католики — 70,9 %
- Лютерани — 1,6 %
- інші релігії та атеїсти  — 27,5 %

## Адміністративний поділ
Округ складається з 48 сільських муніципалітетів і 4 міст.

### Міста:
- Превідза
- Бойніце
- Гандлова
- Новаки

### Села:
- Бистричани
- Валаска Бела
- Велька Чауша
- Горна Весь
- Горне Вестениці
- Дів'яки-над-Нітріцоу
- Дів'яцька Нова Вес
- Длжин
- Дольне Вестениці
- Зем'янське Костолани
- Каменець-под-Втачником
- Кан'янка
- Клячно
- Костолна Вес
- Коцурани
- Кош
- Лазани
- Легота-под-Втачником
- Липник
- Л'єштяни
- Мала Чауша
- Малинова
- Невідзани
- Недожери-Брезани
- Нітриця
- Нітрянське Правно
- Нітрянське Рудно
- Нітрянське Сучани
- Опатовце-над-Нітроу
- Ослани
- Подградьє
- Полувсьє
- Поруба
- Правенець
- Радобиця
- Разточно
- Руднянська Легота
- Себедраж'є
- Сеч
- Темеш
- Тужина
- Хвойниця
- Хреновец-Брусно
- Цигель
- Чавой
- Череняни
- Шутовце
- Яловець